# インカアジサシ
インカアジサシ（学名：Larosterna inca）は、チドリ目カモメ科に分類される鳥の一種である。本種のみでインカアジサシ属を構成する。

## 分布
ペルーからチリまでの太平洋岸に分布する。

## 形態
全長約41cm。アジサシ類としては大型の種である。全身が黒みがかった灰色で、翼の先端部分が白い。嘴の付け根付近からやや黄色がかった白色の飾羽が伸びている。尾は黒色。嘴と脚は赤みの強い橙色である。雌雄ほぼ同色である。

## 生態
非繁殖期は海岸近くの海上に生息する。群れで生活する。
魚類を主に捕食する。
岩の割れ目や地面の窪みなどに営巣する。しばしば、ミズナギドリ類やフンボルトペンギンが使っていた巣穴を利用する。1腹1-2個の褐色みの強い卵を産む。抱卵期間は約28日である。

## 人間との関係
日本の動物園では、しばしば繁殖に成功している。